# Arrondissement Mont-de-Marsan
Arrondissement Mont-de-Marsan (fr. Arrondissement de Mont-de-Marsan) je správní územní jednotka ležící v departementu Landes a regionu Akvitánie ve Francii. Člení se dále na 17 kantonů a 178 obcí.

## Kantony
- Aire-sur-l'Adour
- Gabarret
- Geaune
- Grenade-sur-l'Adour
- Hagetmau
- Labrit
- Mimizan
- Mont-de-Marsan-Nord
- Mont-de-Marsan-Sud
- Morcenx
- Parentis-en-Born
- Pissos
- Roquefort
- Sabres
- Saint-Sever
- Sore
- Villeneuve-de-Marsan